# Мосты Правые
Мосты Правые (транслит. Masty Pravyja, бел: Масты Правыя) — агрогородок в Мостовском районе Гродненской области Белоруссии. Входит в состав Мостовского сельсовета.

## Культура
- Дом культуры
- Музей ГУО «Правомостовская средняя школа»

## Достопримечательности
- Усадьба Ознобишиных (нач. XX век)
- Костёл Святого Иоанна Крестителя (1990—1992)
- Еврейское кладбище (XVIII век)
- Христианское кладбище
- Часовня-усыпальница (ср. XIX век), на кладбище
- Часовня-надгробие (XIX в.), на кладбище
- Мост через Неман

## Фотографии

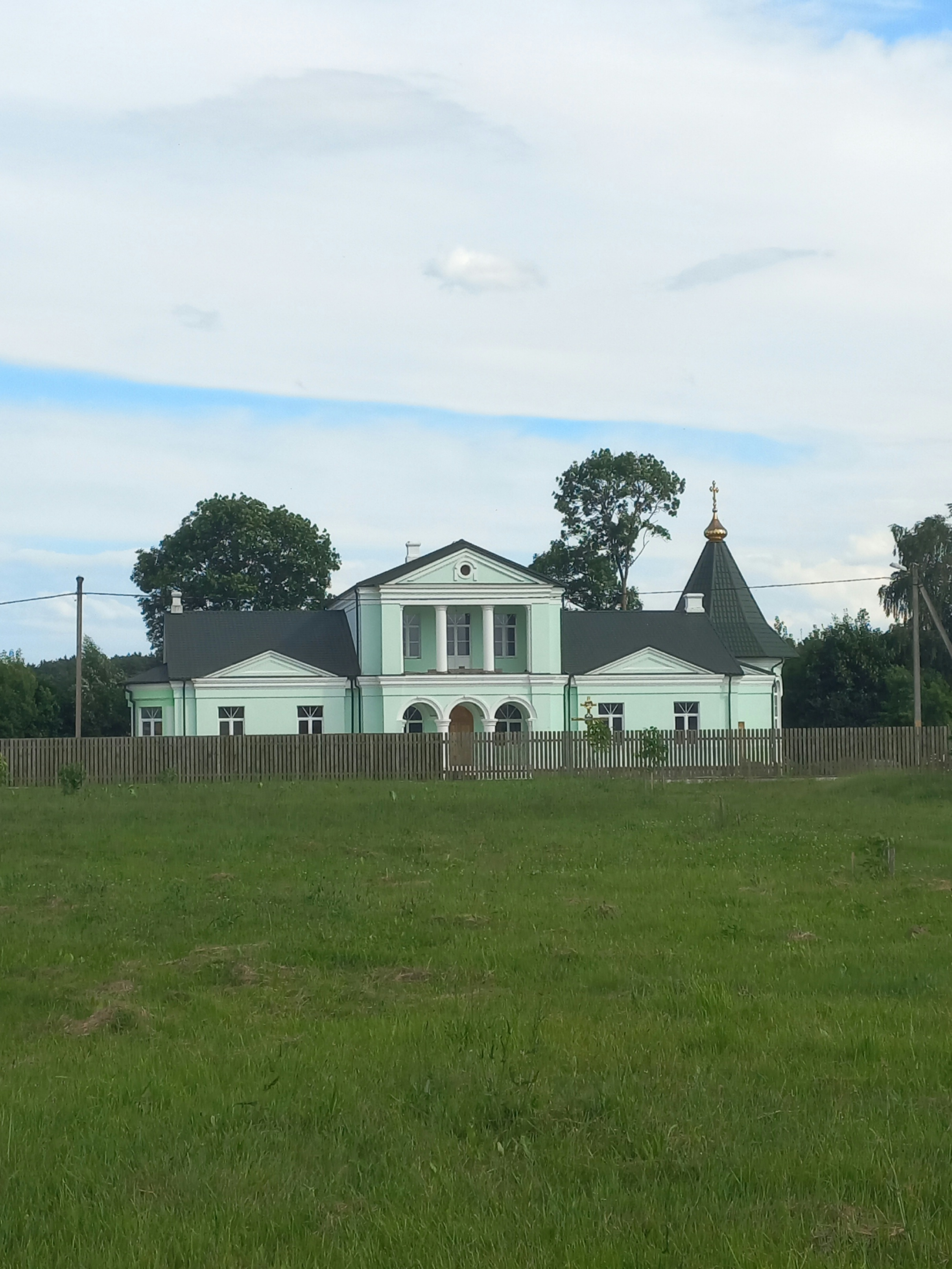
Усадьба
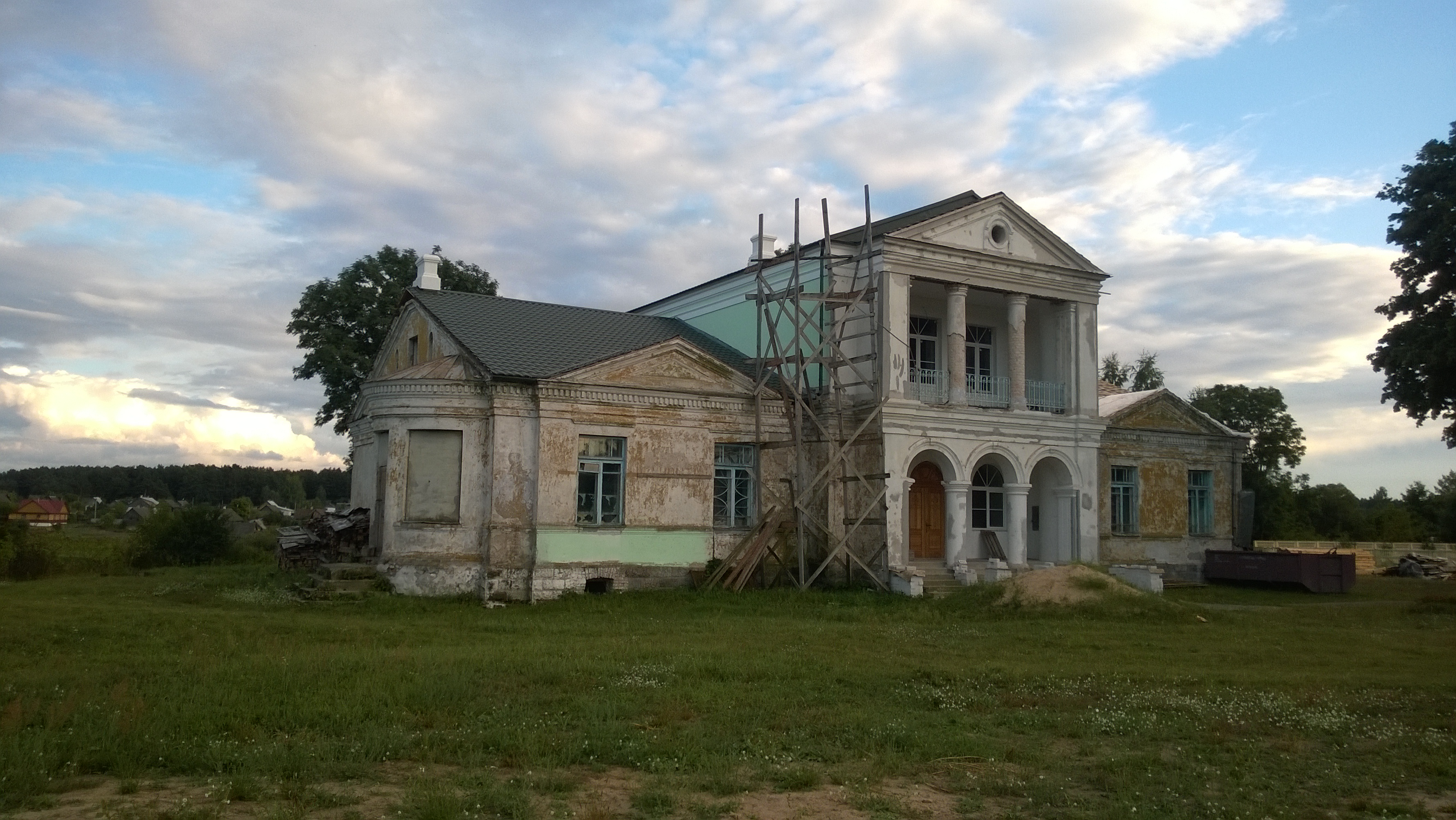
Усадьба
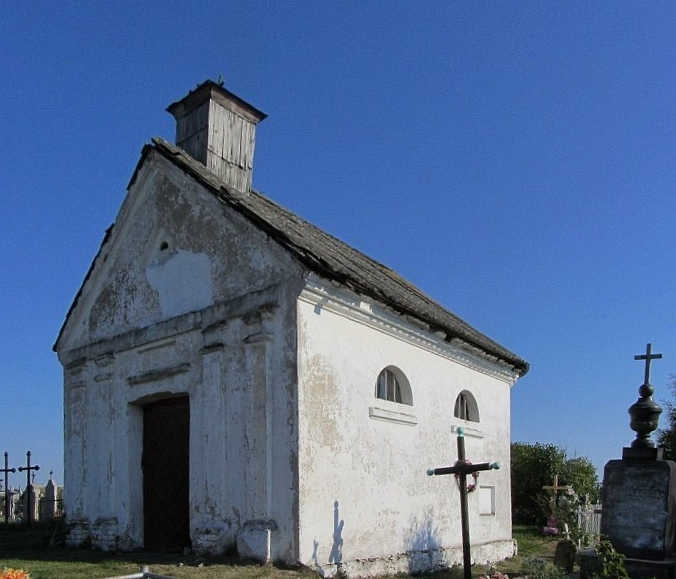
Часовня-усыпальница
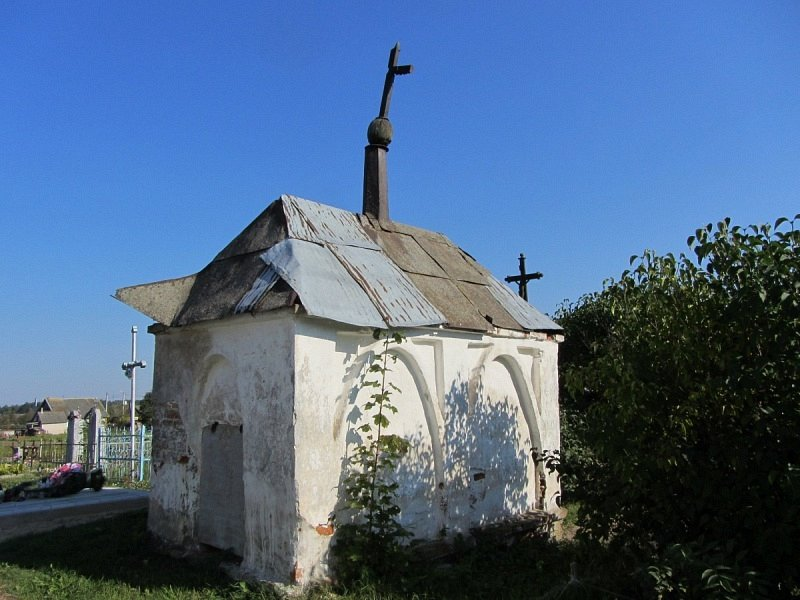
Часовня-надгробие
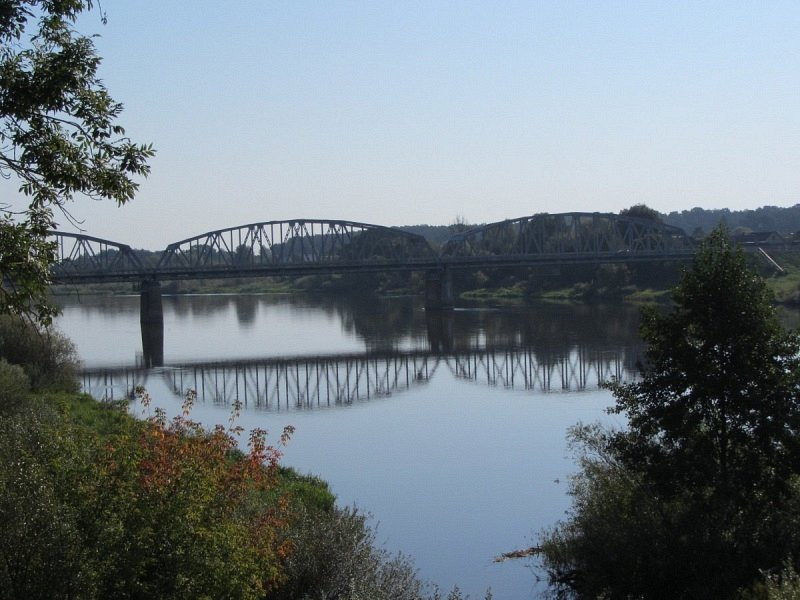
Мост через Неман

## Известные люди
- Станислав Иванович Балтрукевич (1940—2012) — белорусский врач-хирург, специалист в области костно-пластической хирургии. Доктор медицинских наук (1985 г.), профессор (1986 г.).